# Jadduah Shamaliyah
Jadduah Shamalia (tiếng Ả Rập: جدوعة شمالية) là một ngôi làng Syria nằm ở Al-Hamraa Nahiyah ở huyện Hama, Hama. Theo Cục Thống kê Trung ương Syria (CBS), Jadduah Shamalia có dân số 737 người trong cuộc điều tra dân số năm 2004.